# Medveđica
Medveđica es una población rural de la municipalidad de Žagubica, en el distrito de Braničevo, Serbia.

## Demografía
Hasta 2011 la población era de 33 habitantes.